# Dzielnica XVII Wzgórza Krzesławickie
Dzielnica XVII Wzgórza Krzesławickie (do 24 maja 2006 Dzielnica XVII Grębałów) – dzielnica, jednostka pomocnicza gminy miejskiej Kraków. Do 1990 r. wchodziła w skład dzielnicy Nowa Huta.
Przewodniczącym Rady i Zarządu Dzielnicy w IX kadencji 2023-2028 jest Andrzej Dziedzic.

## Siedziba zarządu
Osiedle Na Stoku 15, 31-703 Kraków

## Demografia
| Rok  | Stan na koniec roku | Uwagi              |
| ---- | ------------------- | ------------------ |
| 2004 | 20.242              |                    |
| 2005 | 20.271              |                    |
| 2006 | 20.268              |                    |
| 2007 | 20.343              |                    |
| 2008 | b/d                 |                    |
| 2009 | 20.197              |                    |
| 2010 | b/d                 |                    |
| 2011 | 20.206              |                    |
| 2012 | 20.223              | stan na 21.02.2012 |
| 2013 | 20.320              | stan na 14.05.2013 |
| 2013 | 20.326              |                    |
| 2014 | 20.303              |                    |
| 2015 | 20.312              |                    |
| 2016 | 20.192              |                    |
| 2018 | 20.244              | stan na 06.01.2018 |
| 2018 | 20.205              |                    |
| 2019 | 20.214              |                    |
| 2020 | 20.145              |                    |
| 2021 | 20.057              |                    |
| 2022 | 19.984              |                    |
| 2023 | 19.892              |                    |

## Osiedla i zwyczajowe jednostki urbanistyczne
- Dłubnia
- Grębałów
- Kantorowice
- Krzesławice
- Lubocza
- Łuczanowice
- Osiedle Na Stoku
- Osiedle Na Wzgórzach
- Wadów
- Węgrzynowice
- Zesławice

## Granice dzielnicy
- z Dzielnicą XV graniczy na odcinku – na północy, od przecięcia granicy m. Krakowa z rzeką Dłubnią w kierunku południowym wschodnią stroną rzeki Dłubni do skrzyżowania z ul. gen. Okulickiego,
- z Dzielnicą XVI graniczy na odcinku – od skrzyżowania rzeki Dłubni z ul. gen. Okulickiego w kierunku wschodnim północną stroną ul. gen. Okulickiego do skrzyżowania z ul. Nowolipki, dalej wschodnią stroną ul. Nowolipki do ul. Makuszyńskiego, dalej w kierunku wschodnim, północną stroną ul. Makuszyńskiego do ul. Wańkowicza, dalej na południe, zachodnią stroną ul. Wańkowicza do ul. Kocmyrzowskiej, dalej na południe wschodnią stroną rzeki Dłubni do skrzyżowania z al. Solidarności,
- z Dzielnicą XVIII graniczy na odcinku – od skrzyżowania rzeki Dłubni z al. Solidarności północną stroną al. Solidarności w kierunku północno-wschodnim do skrzyżowania z ulicą Ujastek, dalej wschodnią stroną ulicy Ujastek w kierunku północnym do skrzyżowania z ul. Mrozową, dalej w kierunku północno-wschodnim, wschodnią stroną ul. Mrozowej do przecięcia z północną granicą Kombinatu im. T. Sendzimira, dalej na wschód, północną granicą Kombinatu im. T. Sendzimira do skrzyżowania z granicą pomiędzy obrębami nr 18 i 23 oraz 19, dalej na północ granicą pomiędzy obrębami nr 18 i 23, dalej obrębami nr 60 i 24 do przecięcia z granicą miasta, – od strony północnej granicę stanowi granica m. Krakowa.